# Булзикур
Булзикур (фр. Boulzicourt) насеље је и општина у североисточној Француској у региону Шампањ-Арден, у департману Ардени која припада префектури Шарлвил Мезјер.
По подацима из 2011. године у општини је живело 949 становника, а густина насељености је износила 142,71 становника/km². Општина се простире на површини од 6,65 km². Налази се на средњој надморској висини од 164 метара.

## Демографија
| 1962. | 1968. | 1975. | 1982. | 1990. | 1999. | 2011. |
| ----- | ----- | ----- | ----- | ----- | ----- | ----- |
| 773   | 881   | 921   | 825   | 1.006 | 1.003 | 949   |

График промене броја становника у току последњих година